# 코코레치
코코레치(그리스어: κοκορέτσι, 튀르키예어: kokoreç)는 발칸반도와 아나톨리아 지역의 양 또는 염소 부속 요리이다. 양이나 염소의 내장을 작은창자로 둘둘 감싸 구운 회전구이로, 그리스의 국민 음식 가운데 하나이기도 하다.

## 이름
- 그리스·키프로스: 코코레치(그리스어: κοκορέτσι)
- 북마케도니아: 쿠쿠레크(마케도니아어: кукурек)
- 알바니아·코소보: 쿠쿠레치(알바니아어: kukureci)
- 튀르키예·키프로스: 코코레치튀르키예어: kokoreç)

## 만들기
양 또는 염소 간, 염통, 췌장, 허파를 꼬챙이에 꿰고, 그물지방으로 감싼 다음, 작은창자로 둘둘 말아서 회전구이한다.
튀르키예에서는 빵에 끼워 샌드위치로 먹기도 한다.

## 사진

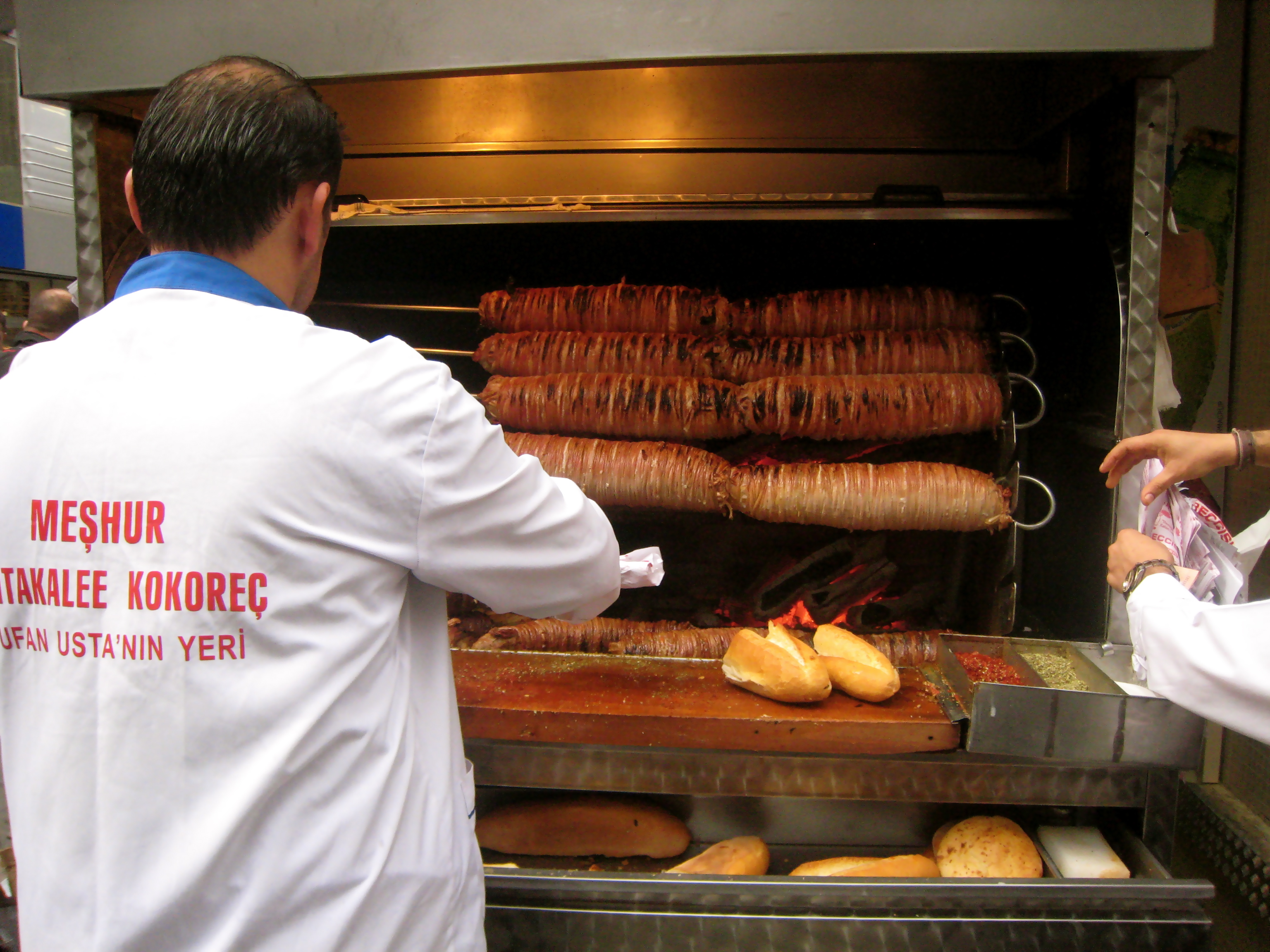
코코레치를 굽는 모습
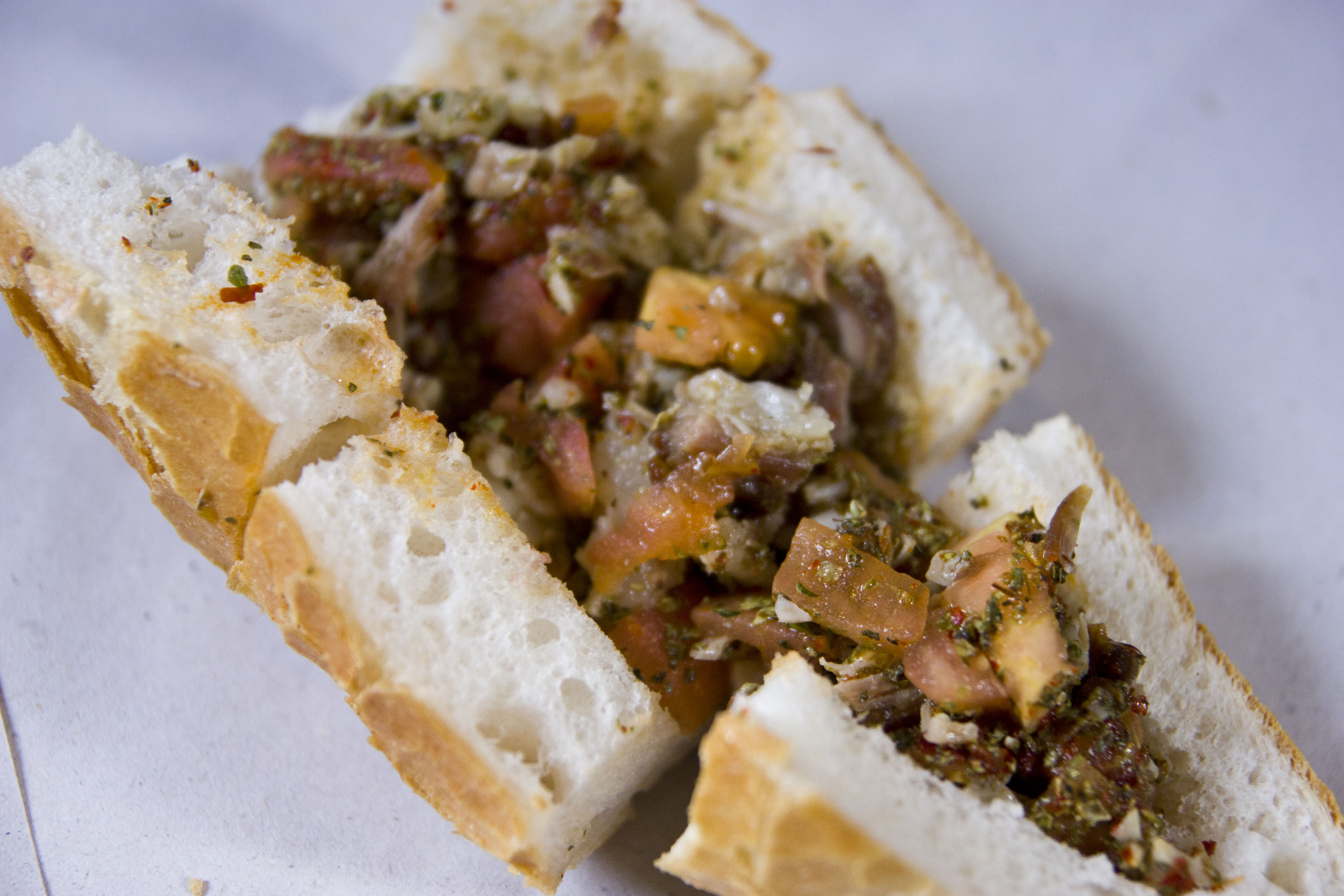
코코레치 샌드위치

## 같이 보기
- 사라호스
- 토르치넬로